# Пуголовка Пінчука
Пуголовка Пінчука (Benthophilus pinchuki) — глибоководний вид риб з родини бичкових (Gobiidae). Зустрічається вздовж західних і східних берегів Каспія, відсутній в центральній частині. Відзначений на заході від Апшерона до Ірану, на сході — біля мису Білий Бугор.